# دبلیودبلیوئی مین اونت
دبلیودبلیوئی مین اونت (به انگلیسی: WWE Main Event) یک برنامه تلویزیونی کشتی حرفه‌ای است که توسط دبلیودبلیوئی تولید و پخش می‌شود. این برنامه معمولا شامل کشتی‌گیران سطح دوم برند راو است که زمان کافی به آنها نمی‌رسد و گاهی اوقات کشتی‌گیران برند ان‌اکس‌تی نیز در آن حضور دارند.
مین اونت دوشنبه شب‌ها پیش از شوی راو ضبط می‌شود. هر قسمت معمولا شامل دو مسابقه (معمولا یک مسابقه مردان و یک مسابقه زنان) است. در ایالات متحده، قسمت‌های جدید این شو هر شنبه از پیکاک پخش می‌شود.